# ×Agrohordeum
× Agrohordeum là một chi thực vật có hoa trong họ Hòa thảo (Poaceae).

## Loài
Chi × Agrohordeum gồm các loài: